# Jordanoleiopus abyssinicus
Jordanoleiopus abyssinicus är en skalbaggsart som beskrevs av Stefan von Breuning 1961. Jordanoleiopus abyssinicus ingår i släktet Jordanoleiopus och familjen långhorningar. Inga underarter finns listade i Catalogue of Life.